# 給十九歲的我
《給十九歲的我》（英語：To My Nineteen Year Old Self）是一齣於2022年上映的香港紀錄片，由導演張婉婷執導及旁白、黃慧監製，以六位千禧年代出生的英華女學校學生為追訪對象，紀錄在英華女學校重建下，她們的成長故事及經歷的變遷的紀錄片。
該片製作歷時十年，時間上橫跨2012年「反國教」示威、2014年「雨傘運動」、2019年「反送中」運動等多場社會運動，側面記錄香港的時代巨變。團隊耗時三年剪接，把30萬小時的影片素材編輯成136分鐘的電影版。惟此片因其拍攝手法及不當手段，包括有違人物紀錄片製作操守，而備受抨擊及極大爭議。事件更上升至社會公共事件，港府官方機構包括私隱專員公署和教育局均介入。
影片在第46屆香港國際電影節舉行世界首映，並入選台北金馬影展2022「華語影像」系列電影、第18屆布拉格亞洲電影節（Filmasia）「當代電影」系列及第7屆倫敦東亞電影節（London East Asia Film Festival）「紀錄片競賽」項目。本片亦獲頒第29屆香港電影評論學會大獎最佳電影 及2022年度香港電影導演會年度大獎最佳電影。
本片於2022年9月30日起進行優先場上映，並於2023年2月2日正式上映。然而在正式上映不久後，便有受訪學生向《明報周刊》指出學校和製作方漠視其不願將此片公開上映的要求，部份片段更以偷拍手段拍攝。相關報導於2023年2月5日刊出後，引起公眾嘩然。而在電影中出現的香港著名單車運動員李慧詩，亦於同日在社交平台上表示，自己對於電影使用自己被受訪的片段毫不知情，並表示不鼓勵市民觀看此電影。 在许多爭議之下，導演張婉婷於2月5日在電影謝票活動中宣佈本影片自2月6日起暫停公映。
本電影獲得第41屆香港電影金像獎3項提名，包括最佳電影。雖然英華女學校之後宣佈退出最佳電影遴選，但因金像獎不設退選機制，故仍合資格參加遴選，影片最終獲香港電影金像獎頒發最佳電影，引起網民洗版表達不滿。

## 故事簡介
英華女學校校友張婉婷受時任校長李石玉如女士所託，為學校在2012年從半山區舊校舍重建，再臨時遷往深水埗青山道校舍，之後再搬回重建新校的過程拍攝紀錄片。
紀錄片採訪於2011年入讀英華女學校的六名女生。按石校長的想法，她們的中學一年級於羅便臣道舊校舍就讀，中二至中五遷至深水埗臨時校舍，中六就可以返回重建後羅便臣道校舍畢業。但由於校舍重建工程延誤，六名女生畢業時都是於臨時校舍就讀。而紀錄片一直採訪至她們畢業後就讀大學。整部紀錄片從籌備拍攝到影片完成歷時十年（2011－2021年）。

## 受訪者列表
| 受訪者   | 角色／暱稱 | 紀錄片內容                                                                                                   |
| 主角     | 主角       | 主角 |
| -------- | ---------- | --- |
| 倫凱頤   | 阿雀       | 中一時曾在學校經營小生意，後“生意失敗”。在英華115周年音樂劇《夜鶯》扮演雀仔。                                |
| 佘麗薇   | 阿佘       | 中國舞成員，其後退團。曾中途休學，獲張婉婷介紹她及男友拍廣告，畢業後經副學士途徑考進香港大學護理學系。       |
| 羅曉淳   | Madam      | 從小立志成為警察，最後因朋輩壓力而放棄。任副風紀隊長。                                                       |
| 馬燕茹   | 馬燕茹     | 香港單車運動員，片中表示不滿港隊只集中資源於舊人，因而退出港隊。                                             |
| 王卓聆   | 阿聆       | 班代表，英華女學校學生會Canvas會長。                                                                         |
| 江冰瀅   | 香港小姐   | 因家庭關係，後往美國升學。                                                                                   |
| 其他人士 |            | |
| 陳可兒   | Shirley    | Head Prefect，阿佘之好友。中文大學音樂系畢業。                                                               |
| 簡明慧   | Ken        | 乒球健將。中一留長髪，喜歡Justin Bieber，被同學視為女神。中二改留短髪，被同學視為男神。                      |
| 陳嘉葆   | Angel      | 阿雀、男神同班同學。據張婉婷表示及羅曉淳確認，她是其中一位表示想退出紀錄片公映版本的女生，獲刪剪大部份片段。 |
| 李石玉如 | 李石玉如   | 英華女學校前校長（2015年退休），提出拍攝重建校舍和搬遷過程的紀錄片。                                         |
| 周小鳳   | 周小鳳     | 英華女校副校長，提及「要用上帝的愛浸死他們」。                                                               |
| 關翰章   | 關翰章     | 英華女學校校長（2015年接任）。                                                                               |
| 黃蓉詩   | 黃蓉詩     | 英華女學校舞蹈組老師。                                                                                       |
| 張婉婷   | 張婉婷     | 旁白。 |
| 李慧詩   | 李慧詩     | 香港單車隊運動員。在日本「亞洲單車錦標賽」接受張婉婷訪問。                                                   |
| 袁國勇   | 袁國勇     | 香港大學醫學院微生物學系講座教授，給英華同學簡介醫生工作及港大醫學院。                                       |
| 湯玉英   | 湯玉英     | 英華女學校首位任女督察畢業生，以校友身份與學生對談社會事件的看法。                                           |

## 製作
- 此紀錄片是張婉婷與校友黃慧合作英華女學校的第三部紀錄片。第一部為2005年蕭覺真（Vera Silcocks）校長的DVD紀錄片，第二部為2010年《英華女兒的故事》。[16][17][18][19]
- 由2011年開始，張婉婷和她的拍攝團隊先從英華女學校的30多個千禧年出生的英華女學生挑選12個作追踪式採訪和拍攝。由於電影片長篇幅有限，最後選取了6個在性格、家境和嗜好各異的學生作為電影主角。她把六個學生（阿雀、阿佘、Madam、馬燕茹、阿聆和香港小姐）從中學一年級到入讀大學的故事線，與香港社會此十年間的時代變遷片段扣連起來。[16][20]
- 進入拍攝紀錄片的第三年（2013年）張婉婷接受香港電台節目《香港故事─百年樹人》訪問，當時他們收窄追踪9個同學，校友攝製隊分享幕後拍攝花絮及所面對的困難。[21]
- 這套紀錄片的試鏡過程十分特别。製作團隊先在全校邀請三十多個中一同學寫信給未來十九歲的自己（一道常見的中文作文題目），各人性格及成長背景迥異，筆跡風格不一，其中香港小姐（江冰瀅）的筆跡縮在信紙的左下角，引起張婉婷的興趣，最後她被選為其中一位主角。另外，阿佘（佘麗薇）並没有出席面試，然而張婉婷覺得她所寫的信和個性非常特别，所以直接選她為主角。因為這些寫給未來自己的信件，及六位主角在這十年間發生不可預知的人生故事，電影最後命名為《給十九歲的我》。[16]
- 由於此片與以往張婉婷拍攝的劇情片不一樣，此紀錄片並無劇本，張婉婷聲稱自己嘗試以卑微的聆聽者去接觸受訪同學，有時做她們的樹洞，並要學曉與同學溝通和做朋友。所以到拍攝後期，受訪主角為張婉婷起了「老頑童」這個綽號。不是高高在上，也不是導演說了算，因為受訪的學生主角才是自己人生真正的導演，漸漸學生開始不理會導演和攝影師的存在，做回自己。[22] [23][24]
- 此片拍攝長達十年之久，影片素材有三十萬小時，張婉婷用了三年時間，剪輯超過6個版本，最後輯成現在136分鐘的電影版。[25]

## 經典對白
- 阿雀：「Hea係一種生活態度」。[26]
- 阿佘：「我覺得最珍貴係，我由頭到尾都做緊自己，所以同輩又好，長輩又好，都得罪好多人…你堅持做自己嗰套，撞過板之後你就知，有啲嘢你要改，有啲嘢你堅持得啱」。[27]
- 李石玉如校長：「有時學生令人覺得不可理喻，但只要明白我見到嘅佢哋只不過係永恆嘅一段，佢哋仲有將來嘅面貌，咁我就可以平心靜氣面對宜家嘅佢哋啦。」[28]
- 周小鳳副校長：「要用上帝嘅愛浸死佢哋」[14]
- 李石玉如校長：「哩刻我們見到嘅，只是永恆嘅一個片段。」[29]

## 記事

### 公開放映前
- 2021年12月1日，本片在香港文化中心大劇院舉行校内籌款放映場。[30]

- 2022年8月21日及25日，本片在第46屆香港國際電影節圓方戲院舉行世界首映，當中有五位受訪者阿雀（倫凱頤）、馬燕茹、Shirley（陳可兒）、阿佘（佘麗薇）和 Madam（羅曉淳）出席典禮。[31]

- 2022年9月13日，本片在圓方戲院舉行慈善觀映場，為「青年全球網絡」的事工籌款。[32]

- 2022年9月30日，在高先電影院上映優先場，至2023年1月份大部分場數近全院滿座。[33]

- 2022年10月27日，本片入圍第7屆倫敦東亞電影節2022（London East Asia Film Festival）「紀錄片競賽」項目四强，在Chiswick Cinema放映一場。[7]

- 2022年11月12、14－15日，本片入選台北金馬影展2022「華語影像」系列電影，在台北市微風影城放映三場。[34]

- 2022年11月24日，本片在MCL荷里活廣場戲院舉行香港科技大學放映專場，導演和主角及科大校友倫凱頤（阿雀）参加影後座談會。[35]

- 2022年11月27日，本片由英華女學校温哥華校友會籌辦，在加拿大列治文SilverCity Riverport Cinemas舉行私人放映場。[36]

- 2022年12月4日，本片在第18屆布拉格亞洲電影節（Filmasia）「當代電影」系列及「光影浪潮 香港電影新動力」巡迴影展系列上映，在2022年12月4日於Bio Oko影院放映一場並設導演座談會。[37]

- 2023年1月1－21日，本片在西九文化區M+戲院公映優先場及1月7日導演放映後座談會。[38]

- 2023年1月15日，本片榮獲第29屆香港電影評論學會大獎最佳電影。[39]

- 2023年1月18日，本片由香港中文大學逸夫書院籌辦，於香港中文大學邵逸夫堂舉行電影欣賞及導演影後座談會。[40]

- 2023年1月19日，張婉婷接受商業電台節目訪問，親述拍攝團隊為了拍攝馬燕茹的比賽片段，假裝已申請許可證進入比賽場館進行訪問及拍攝。[41][42]

- 2023年1月26日，曾任記者及編輯的吳芷寧於社交平台撰寫《給十九歲的我》的影評〈好睇，但就係有啲唔舒服〉，文中質疑攝制團隊有否尊重受學生的權利，並指導演的旁白等處理手法有違紀錄片倫理，引起城中熱議。[43][2]

- 2023年1月28日，本片在港主要受訪者阿雀（倫凱頤）、馬燕茹、Shirley（陳可兒）、阿佘（佘麗薇）和 Madam（羅曉淳），導演及台前幕後工作人員，於英華女學校為電影舉行正式上映的感恩會和誓師儀式，學校並訂造游泳池蛋糕，期許影片票房收益可資助學校興建游泳池。[44][45]

- 2023年2月1日，在高先電影院舉行一場本片放映會，由香港大學學生發展及資源中心主辦。原定在2月8日，導演和目前仍在港大就讀的主角佘麗薇（阿佘）参加在香港大學舉行的影後講座。名額僅限香港大學學生。但隨著本片暫停公映，活動亦暫定延期至另行通知。[46]

### 公開放映後
- 2023年2月4日，片中主角之一王卓聆撰寫萬字長文表達心聲，質疑受訪的學生權益沒受重視，呼籲校方保護學生私隱，並表示自己因此片公演而情緒大受困擾。另一主角佘麗薇亦表示不滿部份片段是以偷拍手段而得。[47]

- 2023年2月5日，香港單車運動員李慧詩撰文表示對自己受訪片段被用於紀錄片內不知情[10]。同日下午，導演張婉婷在參與謝票活動時向現場觀眾表示，由2月6日起《給十九歲的我》將會暫停公映。[48] 教育局晚上表示得悉事件後，已即時聯絡有關學校了解事件，校方已啟動危機處理程序跟進事件，並會支援受事件影響的師生。[49] 翌日，香港個人資料私隱專員公署表示非常關注事件，已主動聯絡校方了解詳情。個人資料私隱專員其後指出《私隱條例》明文規定，倘使用資料的目的有變，需要取得當事人自願及明確同意，而相關「同意」亦可撤回。[50]

- 2023年2月6日，第三位片中主角發文，片中稱為「香港小姐」的江冰瀅表示，她簽署公映同意書，是因為製作團隊說除了她以外，所有人已經簽署（事實上王卓聆從未簽署該同意書）[51]。同日，香港體育記者協會發出聲明，對於張婉婷在未持有採訪批准而進入單車場館採訪李慧詩一事，感到遺憾。協會批評張的行為影響本地媒體形象，及使本地媒體申請海外採訪時產生困難。[52]

- 2023年2月7日，中國香港單車總會回應張婉婷指經單車總會的「名譽董事」協助訪問李慧詩一事，指該會根本沒「名譽董事」職位，當日亦沒有派人在場協助。[53][54][55]

- 2023年2月8日，監製黃慧發聲明指校方有替攝製團隊申請進入場館拍攝並獲得許可，並表示片中有關李慧詩的訪問是由單車總會前名譽秘書長陳仲雨（2018年去世）負責安排。[56]。此聲明與張婉婷接受商業電台節目訪問時所說不同。[41]

- 2023年2月9日，本片入圍第41屆香港電影金像獎的「最佳電影」、「最佳導演」及「最佳剪接」三項大獎。英華女學校隨即發聲明表示經過審慎考慮後決定退出「最佳電影」的遴選。[57][58][12]一個月後，香港電影金像獎協會表示金像奬參選機制並非採取片方報名制度，亦無退出機制，所以該片仍在提名名單內，並希望製作方能提供片段給金像獎給評審於頒獎典禮中放映，但英華女校經諮詢校內意見後決定不會提供。[59]

- 2023年3月16日，本片獲頒2022年度香港電影導演會年度大獎最佳電影，導演郭偉倫及監製黃慧出席領獎，並由郭偉倫讀出缺席頒獎典禮的張婉婷所撰之親筆信及得獎感言。[60]

- 2023年4月16日，本片獲頒第41屆香港電影金像獎最佳電影，導演郭偉倫率領製作團隊出席領獎，並讀出缺席頒獎典禮的張婉婷所撰之親筆信及得獎感言。[61][62] 郭偉倫其中一句得獎感言「拍咗先算，剪咗先算，上咗先算」令觀眾嘩然，在網絡引起極大迴響，網民隨即洗版怒斥金像獎評委變相鼓勵不道德電影製作；亦有網民狠批評審畀面電影發展局副主席張婉婷，卻漠視女學生感受。[63] 另有網民指張婉婷的得獎感言似暗諷有同學沒有勇氣面對觀眾，反映她由始至終沒有真心反省道歉。[64]

- 2023年4月18日，本片導演郭偉倫向英華女學校校長關翰章發信，就他在第41屆香港電影金像獎頒獎典禮上的發言，向大會、校方及電影製作團隊深切道歉，又向所有受本片拍攝爭議影響的人士致歉，並期望有關爭議能早日平息。郭偉倫在信中指希望就典禮上的發言作澄清，指自己的原意是寄語香港電影工作者以勇氣和毅力積極投身電影製作，而絕非指為了拍攝工作即可不擇手段；相關信件在同年4月30日公開。關翰章亦在英華女學校網頁向全校師生發信，指本片所引起的巨大爭議，在香港教育界實屬史無前例，重申校方及顧問團隊一直仔細了解及深入檢討爭議所引發及衍生的問題，並將尋求紀錄片及學術界專家的意見。[65]

## 取景地點
- 此劇主要取景地點為英華女學校原址中西區半山羅便臣道76號及由寶血女修會借出德貞女子中學位於深水埗青山道101號舊校舍的臨時校舍。[66]
- 電影海報和片中經常出現的雞蛋花樹，是栽種於沿般咸道入口拾級而上羅便臣道校舍的入口及校内。雞蛋花樹象徵英華女學校學生樸實無華和注重內涵的氣質，為英華女兒遮蔭，並承載無數年代學生對學校生活的回憶。[67][68]
- 此劇中一學生游泳池課取景自上環必列者士街51號香港中華基督教青年會必列者士街會所的室内游泳池。[69]
- 2015年11月，攝影隊往中國安徽金寨拍攝馬燕茹出戰「全國少年錦標賽」花絮及摘金感受。[70]
- 2016年1月，拍攝團隊赴日本伊豆採訪馬燕茹参加「亞洲單車錦標賽」過程，以及她在女子青年捕捉賽奪得銀牌後的感受。[71][15]
- 攝製隊遠赴美國南達科他州拍攝香港小姐（江冰瀅）移民美國後和媽媽團聚，在大學上課和打工的生活片段。[16]

## 爭議

### 受訪學生

#### 王卓聆稱一直反對公映不果
2023年2月5日，《明報週刊》刊登了紀錄片的其中一位參與的學生王卓聆（阿聆）的自白，王卓聆表示學校在中一開始拍攝時，沒有提及過會將本片公開放映，對外包場放映（private screening）及參展電影節等用途，只作校內播放及製作DVD以作籌款用途，但學校在事後突然反口稱會作公開放映。王卓聆表示自己由始至終都不同意任何形式公開放映，認為有侵犯學生私隱之嫌，兼認為校方以及拍攝團隊沒有權利公開放映。王卓聆曾努力反映予校方和張婉婷，但校方以及拍攝團隊以諸多理由堅持公開放映。
王卓聆指在校內首映前她和片中其他同學皆沒有看過完整的電影，當她在學校首映首次觀看電影後，便感到恐懼，之後即時向校方提供的心理醫生（原文如此）求助。心理醫生診斷後也表示以她的狀態，電影不適合公映。王卓聆曾要求導演將她的片段剪走，但張婉婷以已通過電檢為由拒絕。之後校方草擬了一份同意書，希望各學生重新授權，即使王卓聆一直拒絕簽署，但導演和監製以她父母在她12歲（2012年）時簽署過同意拍攝的「通告」為「法律基礎」，視為她同意公映，校方、導演及監製更稱已尋求法律意見，並指如果王卓聆「仍要繼續阻止的話，有機會有法律責任」。王卓聆又指學校聲稱她成年後仍然繼續拍攝，是默示同意（silent consent），但她表示由始至終沒有同意過電影公開放映。
王卓聆又質疑電影的處理手法。她指雖然張婉婷曾經以她的家庭為藍本創作微電影《深藍》（2013年），但不覺得私隱受到侵犯，因為那一齣是劇情片。然而，她認為由張婉婷以導演身份擔任旁白主導故事走向，製作團隊又對受訪者認識有限，加上篇幅有限，質疑這齣紀錄片如何能將拍攝對象的故事忠實呈現。
王卓聆引述張婉婷在採訪中提及有同學以粗口責罵拍攝隊，質疑其拍攝隊缺乏自省能力，才導致同學的怨氣日積月累，以極端方法阻止拍攝。王卓聆又提到張婉婷稱「如果不想拍，只要跟她說一聲」，但事實並非如此，多年來只有一名學生能退出拍攝計劃，稱「她由中一哭到中五，哭到全級都知道她根本不願拍攝」，最後才能在中五時退出拍攝。王卓聆指自己對校方完全失去信任，本來以為校方和拍攝團隊會盡量低調處理紀錄片，但結果鋪天蓋地宣傳他們的「教育理念」，「我不停自問他們為何能高舉如此高尚的理念，但背後卻如此不尊重學生意願。」

#### 佘麗薇不滿被偷拍
另一位有份參與的學生佘麗薇（阿佘）接受《明報週刊》採訪表示，在拍攝過程期間感到不適。她不滿導演不肯讓演出者在電影過檢前先看最終剪接版本，之後便以「影片已過檢」為理由不肯作出任何刪改。她指出，自己在電影中的部份片段，是被人偷偷地在遠處以長焦距鏡頭偷拍而得，感到不被尊重。她指若自己在活動上出現時，向她訪問拍攝或影到她也很正常，但是她已離開了拍攝相關的活動後，實在不希望被「狗仔隊」跟蹤偷拍。佘麗薇亦不同意導演稱學生中三、四時不想拍攝是出於反叛，她認爲即使是成年人，日日被拍攝必定感到不舒服，不應以「青少年反叛期」作藉口怪責不想拍攝的學生。她亦認爲部分旁白有欠客觀，例如如在片中批評阿聆「收兵」，主觀想法令事情變得更難堪。
佘麗薇更表示，張婉婷及拍攝團隊多次表示「一蚊都無收，幫我們拍了好久」，若果參演的學生不讓電影公開上演「就會浪費了一番心思」，用這類說話施壓，使到參演的學生感到被「情緒勒索」。

#### 江冰瀅聲稱被誤導下簽署同意書
參與的學生江冰瀅（片中稱為「香港小姐」）在社交平台表示，影片公映前曾獲通知要先簽署公映同意書。由於她已移民離開香港，不清楚該影片在香港的情況，製作團隊亦未有交代事件的來龍去脈，稱除了她以外，所有參與學生都已經簽了名（與王卓聆的說法有別），所以她在未仔細考慮的情況下簽署同意書。江冰瀅並表示，雖然她本人願意將自己的過去公開，但非常理解王卓聆和佘麗薇反對公映的原因，因為影片牽涉了她們很多私隱。江冰瀅指既然王卓聆反對電影上映，並受到電影極大影響，導演及學校便不應該公映，因為不應該將自己的快樂，建立在他人的痛苦上。

### 2016年亞洲單車錦標賽採訪

#### 張婉婷親述未獲批准拍攝
2023年1月19日，張婉婷接受商業電台《一圈圈》節目訪問時，親述拍攝團隊為了拍攝片中主角之一馬燕茹的比賽片段，假裝已申請許可證的樣子般進入比賽場館拍攝。該比賽是2016年1月在日本伊豆舉行的場地單車亞洲錦標賽，當她被工作人員截查時，張婉婷便對截查人員說謊指有人正把許可證拿過來，更訛稱馬燕茹是他們一分子。其後場地工作人員便一直以為紀錄片拍攝團隊是記者，他們便順勢繼續冒充記者，並把攝影機擺在賽道旁邊最近起點及終點的位置，將自己變成國際首席攝影師和記者般。張並強調必須「偷雞」，表示「呢啲唔得唔做，唔通唔拍咩？咁梗要諗橋啦嘛」。在該電台節目訪問中，張婉婷不斷大笑，對拍攝團隊不道德的欺詐行為並未表示絲毫羞愧或內疚，更笑說以前在美國拍攝電影時更曾經偽造文書假冒市長簽名。

#### 李慧詩未有同意訪問內容用於電影
2023年2月5日，香港單車運動員李慧詩於Facebook與Instagram以「氣在心頭」為標題撰文，指在《給十九歲的我》中出現自己的受訪片段一事，她亦是至電影公映後才從觀眾口中得知。該片段來源是2016年1月在日本亞洲場地單車錦標賽時，接受張婉婷的訪問。李慧詩指出，張婉婷發問的內容很古怪，跟比賽完全沒有關係，由於張並非以前訪問過她的記者，當時她以為只是張經驗不足所致。李慧詩記憶中，並未有同意將訪問用於商業電影中公映，否則她會先化妝及問准體院同事才進行拍攝。李慧詩表示，曾諮詢體院，由於香港沒有肖像權，張婉婷將影片放上螢幕，雖然沒有犯法，但是質疑沒有取得當事人同意，甚至沒有知會當事人以示尊重。對於這部電影，李慧詩表示「我不會看，亦不鼓勵你看」。

#### 香港體育記者協會表示遺憾
2023年2月6日，香港體育記者協會發出聲明，對於張婉婷在訪問中提及於《給十九歲的我》的拍攝期間，在未持有採訪批准而進入單車場館採訪李慧詩一事，感到遺憾。協會表示，一直以來不論國際賽事或本地賽事，傳媒都需要向相關主辦單位申辦採訪證。因為大型體育賽事如世界盃及奧運會，採訪人數眾多，主辦單位會為各國家及地區設定配額，控制場內採訪人數。協會並表示本地媒體一直恪守大會及主辦單位的採訪安排，批評張的行為，或影響本地媒體形象，以及令本地媒體在將來申請海外採訪時，可能因此出現更多限制。

#### 香港單車總會的回應
2023年2月7日，對於張婉婷解釋指2016年時是經單車總會的「名譽董事」協助進入場館訪問李慧詩及戲中主角馬燕茹一事，中國香港單車總會回應傳媒，指該會根本沒「名譽董事」一職。該總會指出，2016年曾派出香港單車代表隊參加日本亞洲場地單車錦標賽賽事時，當時只有體院教練及工作人員隨隊，中國香港單車總會並沒有派出任何人員在場協助。

#### 監製黃慧的聲明
2023年2月8日，本片監製黃慧致函香港體育記者協會，發出聲明表示當日攝影隊獲發主辦單位發出「Press Pass」入場，並指攝影隊透過時任港隊領隊兼單車聯會名譽秘書長陳仲雨，邀請單車手李慧詩受訪。黃慧指出2016年到日本伊豆拍攝片中主角之一馬燕茹參賽是由英華女學校校長事前向主辦單位申請並獲批，攝影隊到埗後並獲發「Press Pass」及特許背心，容許於記者區及比賽場地內拍攝。但根據李慧詩所言，當時是「日本組委會」問她會否接受香港傳媒訪問，這與黃慧所稱透過陳仲雨安排不同。黃慧的聲明亦明顯與張婉婷於2023年1月19日接受商業電台節目訪問時所說不同，張婉婷親述團隊是在沒有申請許可證之情況下，以欺騙場館人員的手法進入比賽場館拍攝。

### 其他

#### 張婉婷前助理編導發文回應
2023年2月5日，張婉婷前PA（Production Assistant，即助理編導）的Billy Ngan發文，指出《給十九歲的我》影片開始時的確沒有說過會公映，質疑英華女校與張婉婷導演未有做好保障學生權益的本分，覺得片中的女同學是被人欺騙，並表示：「對不起，當年沒有做好一個成年人應有的責任去保護妳們。」2月7日，Billy再發文爆辛酸史，他稱張婉婷邀請他參與《給十九歲的我》的製作，當時他到英華女學校討論細節時，只說拍一影片記錄學校暫別原本半山校園的幾年，未想到結果情況會這樣瘋狂。以「沒有固定工時，24小時隨傳隨到」的方式工作參與《給十九歲的我》及另一項目半年後，他才收到只有5,000元的薪金。在工作期間他曾墊支了6,000元，李保樟副導演拖延超過一年仍不肯還款，最後他直接聯絡羅啟銳才討回欠款。

#### BBC News 中文專題報導
2023年2月13日，BBC News 中文記者李澄欣發表專題報導，分別從五個角度探討此事件：
1. 紀錄片倫理與權力關係
2. 「同意」只是法律問題嗎？
3. 人重要還是作品重要？
4. 紀錄片=真實？
5. 社會氣氛下的情感投射？

文章結論引述台灣學者郭力昕意見，認為台灣紀錄片產業比香港成熟得多，商業院線都會放映很小眾的紀錄片，這次《給十九歲的我》引發的爭議在香港形成公共討論是好的開始。「素養的建立要從觀看開始，什麼都要看，不是說有争议就避開，大家多討論、辯論，才會提升社會對紀錄片的識讀能力與文化水平。」

## 電影插曲
- Mary Hopkin（英语：Mary Hopkin）《Those Were The Days（英语：Those Were the Days (song)）》[89]
- Emmy Rossum 《Think of Me》 （Andrew Lloyd Webber - The Phantom of the Opera 音樂劇插曲 ）[90]
- 李叔同（詞）《送别》（林海音 - 《城南舊事》電影主題曲）[91]
- Quinn 呂喬恩《勇敢愛》

## 票房
- 截至2023年2月5日，《給十九歲的我》票房為1,029萬。[92]

## 奬項
| 年份 | 頒奬典禮/影展                  | 奬項               | 入圍者           | 結果 | 来源                 |
| ---- | ------------------------------ | ------------------ | ---------------- | ---- | -------------------- |
| 2022 | 第7屆倫敦東亞電影節            | 「紀錄片競賽」項目 | 《給十九歲的我》 | 提名 |                      |
| 2023 | 第29屆香港電影評論學會大獎     | 最佳電影           | 《給十九歲的我》 | 獲獎 | [ 93 ]               |
| 2023 | 第29屆香港電影評論學會大獎     | 最佳導演           | 張婉婷、郭偉倫   | 提名 | [ 94 ]               |
| 2023 | 2022年度香港電影導演會年度大獎 | 最佳電影           | 《給十九歲的我》 | 獲獎 | [ 9 ]                |
| 2023 | 第41屆香港電影金像獎           | 最佳電影           | 《給十九歲的我》 | 獲獎 | [ 95 ] [ 61 ] [ 62 ] |
| 2023 | 第41屆香港電影金像獎           | 最佳導演           | 張婉婷、郭偉倫   | 提名 | [ 95 ] [ 61 ] [ 62 ] |
| 2023 | 第41屆香港電影金像獎           | 最佳剪接           | 郭偉倫、陳序慶   | 提名 | [ 95 ] [ 61 ] [ 62 ] |

## 外部連結
- 給十九歲的我的Facebook專頁
- 互联网电影数据库（IMDb）上《給十九歲的我》的资料（英文）
- 香港影庫上《給十九歲的我》的資料（繁體中文）
- 豆瓣电影上《給十九歲的我》的資料 （简体中文）